# 66式手槍
66式手槍（英語：Type 66 Pistol），是由朝鲜民主主义人民共和国生產的一種手槍。

## 歷史
66式是蘇聯的馬卡洛夫手槍的北朝鲜製仿製品。直至現在，66式被朝鮮人民軍及其特種部隊、北朝鮮警察普遍地裝備。

## 設計
基本上，66式手槍與作為原型的馬卡洛夫手槍的結構相同，雖然結構簡單、攜帶方便、性能可靠和成本低廉，但槍身較粗糙。

## 使用國
- 越南